# اتوکسیله‌کردن
اتوکسیله‌کردن یا اتوکسیلاسیون(به انگلیسی: Ethoxylation) یک واکنش شیمیایی است که در آن اتیلن اکساید به یک بستر اضافه می‌شود. این واکنش متداول‌ترین نوع واکنش آلکوکسیل‌دار کردن است که شامل افزودن اپوکسیدها به بسترها می‌شود.
در کاربرد معمول، الکل‌ها و فنل‌ها به ترکیبی با فرمول شیمیایی R(OC2H4)nOH تبدیل می‌شوند که در آن n از ۱ تا ۱۰ متغیر است. چنین ترکیباتی را اتوکسیلات‌های الکل می‌نامند. اتوکسیلات‌های الکل اغلب به گونه‌های مربوطه که اتوکسی‌سولفات‌ها نامیده می‌شوند، تبدیل می‌شوند. الکل اتوکسیلات‌ها و اتوکسی سولفات‌ها سورفکتانت‌هایی هستند که به‌طور گسترده در لوازم آرایشی و سایر محصولات تجاری استفاده می‌شوند. این فرایند از اهمیت صنعتی بالایی برخوردار است به طوری که در سال ۱۹۹۴ بیش از ۲۰۰۰۰۰۰ تن از اتوکسیلات‌های مختلف در سراسر جهان به این روش تولید شده‌است.
این فرایند در آزمایشگاه‌های آی‌جی فاربن واقع در لودویگسهافن توسط کنراد شولر و ماکس ویتور در طول دهه ۱۹۳۰ توسعه داده شد.